# 锡金冬青
锡金冬青（学名：Ilex sikkimensis）是冬青科冬青属的植物。分布在印度、喜马拉雅以及中国大陆的云南、西藏等地，生长于海拔2,080米至3,000米的地区，多生在常绿阔叶林中，目前已由人工引种栽培。

## 异名
- Ilex sikkimensis Kurz var. coccinea Comber